# Жученко, Фёдор Иванович
Фёдор Ива́нович Жуче́нко (укр. Федір Іванович Жученко ?— 8 июня 1709) — полтавский полковник. Его внучатый племянник, Яков Петрович, принял фамилию Жуковского.

## Биография
Происходил из старинного казацкого рода герба Прус III. Согласно реестра 1649 службу начинал казаком в полтавской сотне
Позднее по богатству и значению принадлежал к небольшому, но влиятельному кружку местных полчан. Во время поднятого Выговским восстания Жученко принял сторону Юрия Хмельницкого и в июле 1659 впервые был избран полковником, после того как ранее бывший на этой должности Кирик Пушкарь был смещен полтавчанами за поддержку Выговского.
Вместе с Хмельницким Жученко перешёл на сторону поляков. Вероятно, за приверженность к Польше Жученко и был «скинут» полтавцами с полковничества; в апреле 1661 года он ещё был на этом уряде, но в мае того же года на его месте значится Демьян Гуджол, вместе с которым признала московскую власть и Полтава. По другим данным потеря уряда случилась из-за конфликта с Сомком, которого Жученко не признавал.
После этого Жученко поспешил вернуться в Полтаву, бил челом князю Ромодановскому об оздаче ему его вины и получил прощение. С этих пор Жученко жил в Полтаве, но не занимал никакого уряда.
Вновь избран полковником Жученко был лишь в мае 1670 года, после того, как полтавцы увидели всю тщетность замыслов Дорошенка и признали гетманом Многогрешного. На этот раз Жученко пробыл на полковничестве около двух лет и отличился тем, что схватил в Новом Санжарове (летом 1672 г.) известного Серка, державшегося поставленного поляками гетмана Ханенка и прибывшего в это время с правого берега Днепра на левый, вероятно, в качестве искателя булавы. Вскоре после низложения Многогрешного потерял полковничество и Жученко, уступив его Демьяну Гуджолу, а сам стал в ряды полтавских казаков. В 1678 г. Жученко вместе с новым полтавским полковником Левенцом участвовал в Чигиринском походе и был ранен под Чигирином, а в июне 1679 г. занял его место, но недолго, так как летом 1680 г. его заменил на уряде полтавского полковничества Леонтий Черняк, в сентябре 1681 г. Жученко снова был полковником, но очень недолго.
Несмотря на то, что Жученко после потери полковничества не занимал никакого уряда Самойлович его ценил и в 1682 г. подтвердил ему своим универсалом село Жуки под Полтавой. Вновь добился полковничества Жученко в 1687 г., когда на Коломаке поставлен был на этот уряд Мазепой и продержался на нём около двух лет, принужденный уступить его в 1689 г. на короткое время Леонтию Черняку, выбранному, по всей вероятности, полтавцами без ведома гетмана. Но в середине 1689 г. он снова был полковником в Полтаве и ездил в это время вместе с Мазепою в Москву.
За участие в обоих крымских походах (1687 и 1689 гг.) Жученко получил от Мазепы подтверждение на село Жуки, а в 1690 г. гетман выхлопотал на это село и царскую грамоту. В это время Жученко был уже в глубокой старости, вероятно, старость и заставила его в 1691 или 1692 годах отстраниться от полковничества, на котором он мог держаться влиянием своего зятя — генерального писаря Кочубея.
Уряд полтавского полковничества перешел после Жученка к Павлу Герцику, а затем (в 1696 г.) к Ивану Искре, другому зятю Жученка. Бросив службу, Жученко продолжал сохранять большое значение и в рядах полтавского козачества; значение это поколеблено было только к концу гетманства Мазепы интригами Герцика и его зятя Филиппа Орлика, одного из близких к Мазепе людей.
В июне 1708 г. Жученку пришлось перенести большое несчастье: оба его зятя, Кочубей и Искра, были казнены в это время Мазепою, но после этого Жученко прожил ещё около года. В декабре 1708 года Скоропадский подтвердил ему его маетности — село Жуки и слободу Никольскую, а в следующем году Жученко умер, оставив имения свои внукам.

## Семья
Имел двух сыновей — Петра и Романа. Две дочери Жученко, Любовь и Прасковья, были замужем за Василием Кочубеем и Иваном Искрой соответственно. Еще две дочери, чьи имена не сохранились, были выданы за полковника Ивана Черняка и Степана Залесского.